# België op de Paralympische Winterspelen 1988
België is een van de landen die deelnam aan de Paralympische Winterspelen 1988 in het Oostenrijkse Innsbruck.

## Deelnemers en resultaten
(m) = mannen, (v) = vrouwen 

### Alpineskiën
| Paralympiër      | Onderdeel                  | Resultaat | Prestatie      |
| ---------------- | -------------------------- | --------- | -------------- |
| Pierre de Coster | Afdaling Klasse B2 (m)     | DNF       | Niet gefinisht |
| Pierre de Coster | Reuzenslalom Klasse B2 (m) | 8ste      | 2:24.35        |
| Willy Mercier    | Afdaling Klasse B1 (m)     | 4de       | 2:00.70        |
| Willy Mercier    | Reuzenslalom Klasse B1 (m) | 7de       | 4:03.01        |

Australië · 
België · 
Bondsrepubliek Duitsland · 
Canada · 
Denemarken · 
Finland · 
Frankrijk · 
Groot-Brittannië · 
Italië · 
Japan · 
Joegoslavië · 
Nederland · 
Nieuw-Zeeland · 
Noorwegen · 
Oostenrijk · 
Polen · 
Sovjet-Unie · 
Spanje · 
Tsjecho-Slowakije · 
Verenigde Staten · 
Zweden · 
Zwitserland